# Saint-Cast-le-Guildo
Saint-Cast-le-Guildo é uma comuna francesa na região administrativa da Bretanha, no departamento Côtes-d'Armor. Estende-se por uma área de 22,58 km². Em 2010 a comuna tinha 3 388 habitantes (densidade: 150 hab./km²).